# Velomobil

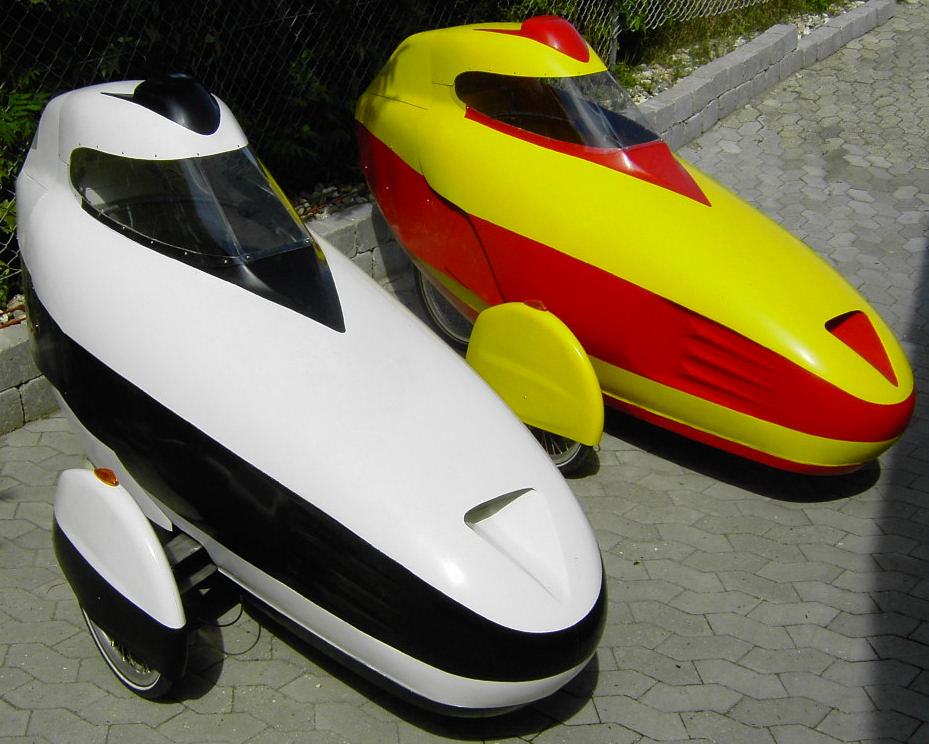
Leitra velomobil

A velomobil emberi erővel hajtott, aerodinamikus védőburkolattal rendelkező, háromkerekű rekumbens. A legtöbb velomobil szerkezete és hajtása hasonló a fekvő kerékpárokhoz. Az izomerő átadásának más formái szintén lehetségesek, például evezőmozgás (lásd még a kerékpár evezését). Ilyen járművel sík terepen pedálozva megerőltetés nélkül 30 km/h sebességet is el lehet elérni.

## Előnyei
A velomobil előnye a többi kerékpárral szemben a burkolat. Ez lényegesen csökkenti az időjárási körülmények sofőrre ható negatív hatásait. A burkolat csökkenti a kerékpár légellenállását is, lehetővé téve a nagyobb sebességet azonos erőkifejtés esetén.
Bár több sofőr szerint velomobil felváltja az autót az ingázás területén, de elsődlegesen sporteszköz. A napi hatótávolsága 20-200 kilométer. A burkolata általában olyan, hogy csak a fej lóg ki a kerékpárból. A "kerékpárra pattanás" kifejezés ezért nem megfelelő erre a járműre. Ön "beül". Néhány motorkerékpár rendelkezik a fedél billentő mechanizmussal, hogy megkönnyítse a beülést. Többségében a lehető legkisebb beülő nyílás került kialakításra a stabilitás és az aerodinamika miatt, a nyílást nagy részben le lehet fedni egy ponyvával vagy burkolattal.
A versenyekhez különféle típusú velomobiltetők léteznek, például a Sorcerer és a Quest/Mango, amelyek biztosítják, hogy a fej is burkolva legyen. Ez tovább csökkenti a légellenállást, még nagyobb sebességet biztosítva. A legtöbb velomobil nincs teljesen zárva, mert kerékpározás közben felmelegszik..

## Hátrányok
- Alacsony hasmagassága miatt érzékeny az útminőségre. Kátyús, fekvő rendőrökkel tagolt, esetleg lépcsős útvonalakon nehéz közlekedni vele.
- Kisebb a manőverezőképessége, mint egy normál kerékpárnak. Általában nagy kanyarodási ív miatt a jelenleg alkalmazott kerékpárút, kerékpársávokon csak rendkívül lassan tudnak haladni.
- A 2018 előtt forgalomba hozott típusok (Alleweder, Quest, Strada, Leiba, Leitra, Quattrovelo) 30 kilót súlya nagyobb, mint egy normál kerékpár, így nehezebb felfelé tekerni, vagy felgyorsulni. Az újabb típusok (Milan, Alpha, Bülk, DF) esetében ezen a hátrányon már sokat sikerült javítani (18–25 kg)
- A parkolás a méretek és a biztonság miatt nehezebb, mint egy normál kerékpárral.
- Az alacsony kialakítás miatt a jármű kevésbé látható a többi közlekedő számára. Igaz ezt a hátrányt zászlóval, villógó jelzéssel illetve a színkiválasztással próbálják javítani.
- Teljesen zárt burkolat esetén a vezető lélegzetéből pára csapódik ki, ami rontja a látótávolságot. Ezen un. Naca-Duct légbevezetővel, pinlock lencsével próbálnak javítani.
- A sötétben is probléma a vakító fény, ugyanis a sofőr szemmagassága egybeesik az autók lámpamagasságával.
- A kerékpár nagy hátránya az ár, a minőségi versenykerékpárokkal hasonló árszinten vannak.

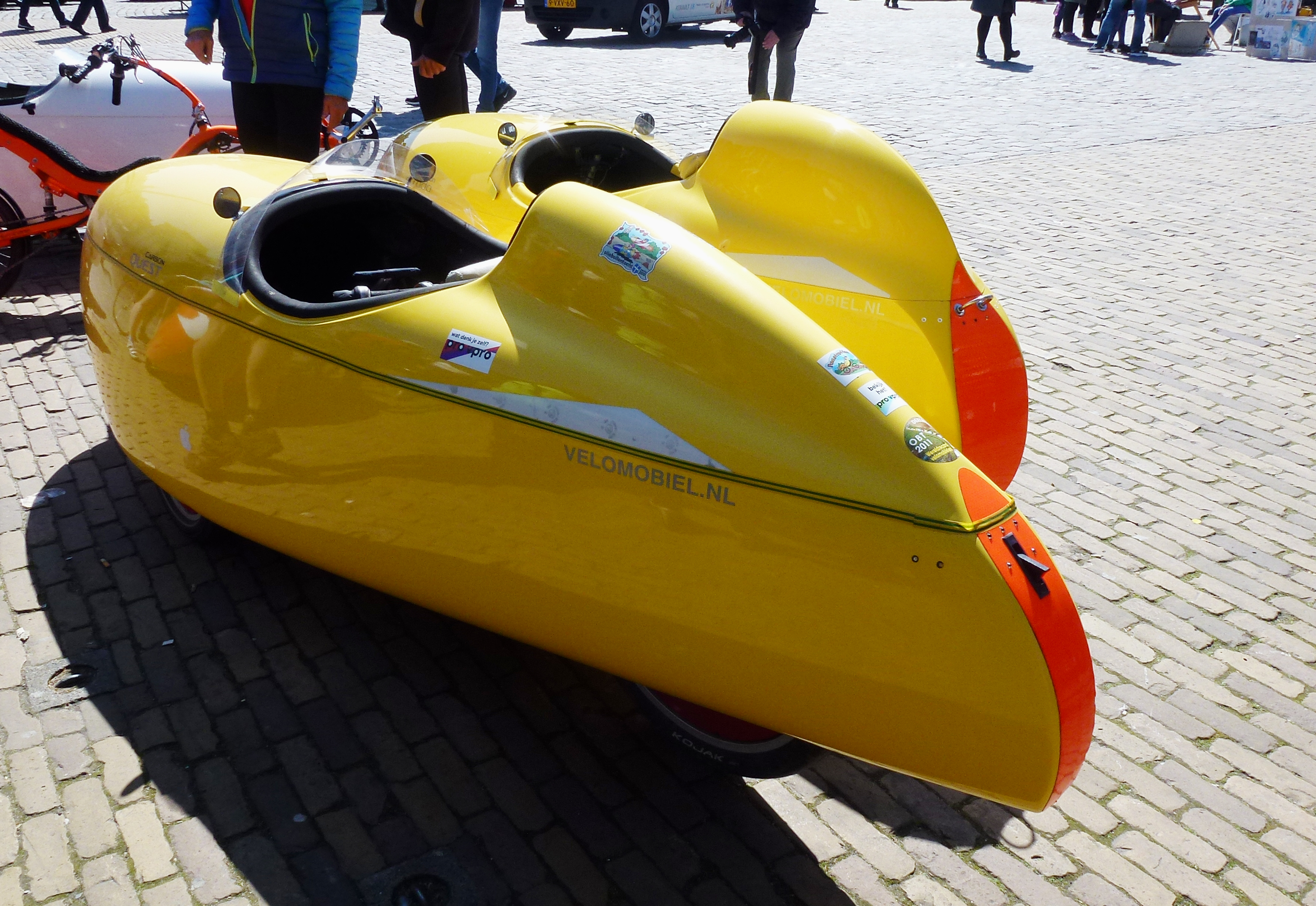
Quest és Strada

## Történet
Az első velomobil a Fantom volt. Bár ez a jármű sok éven keresztül csak a terveken szerepelt. kb 100.000 tervet értékesítettek, de csak 10 példány elkészítése igazolt. Kereskedelmi forgalomba nem került.
Az első modern velomobil, amelyet kereskedelmi forgalomban értékesítettek, a Leitra (Leichter individueller TranSports) volt, amelyet 1980-tól épített a dán Carl Georg Rasmussen. Az elkészített és eladott teljesen burkolt kerékpár súlya 25 kg volt.  
A belga Bart Verhees készítette a 'Verhees' Alleweder (Alleweder 1) a nyolcvanas évek közepén.  Ez egy alumínium önhordó karosszérián kialakított kerékpár. A koncepciót a Flevobike megvásárolta az Alleweder számára. Az Alleweder termékek többségét építőkészletként árulták és a hobbivásárlók szerelték össze. Jelenleg az Alligt cég által gyártott Alleweder még ezen a koncepción alapul. A Versatile a velomobil következő generációja - teljesértékű termékként a fejlesztették és értékesítették. Később szén- és poliészter utódokat fejlesztettek ki, például a Limit, Quest, Strada, Mango, WAW, Cabbike, Go-one, Aerorider. Az ausztrál Trisled gyártó Sorcererje az első nem európai velomobil. Az Alleweder az amerikai kontinensen is megjelent FAW+ néven. Jelenleg ismert amerikai velomobil gyártó az Organic Transit, az ELF SOLO és ELF 2Fr típusokat gyártja. Néhány velomobilban, például az eWAW-ban, egy kis elektromos motort is használnak a csúcsteljesítmény támogatására.
Különböző járműgyártók vannak világszerte, amelyek nagy része Hollandiában található. A gépjármű-értékesítés növekszik, ám világszerte még mindig csak évente több száz készül.
2013. szeptember 14. óta a holland Sebastiaan Bowier 133,78 km/h-val tartja az emberi hajtású járművek világsebességét. Ezt a VeloX 3-mal érte el, amely egy csúcstechnológiás streamliner, amelyet a Delft és Amszterdam Human Power Team hallgatói fejlesztettek ki.

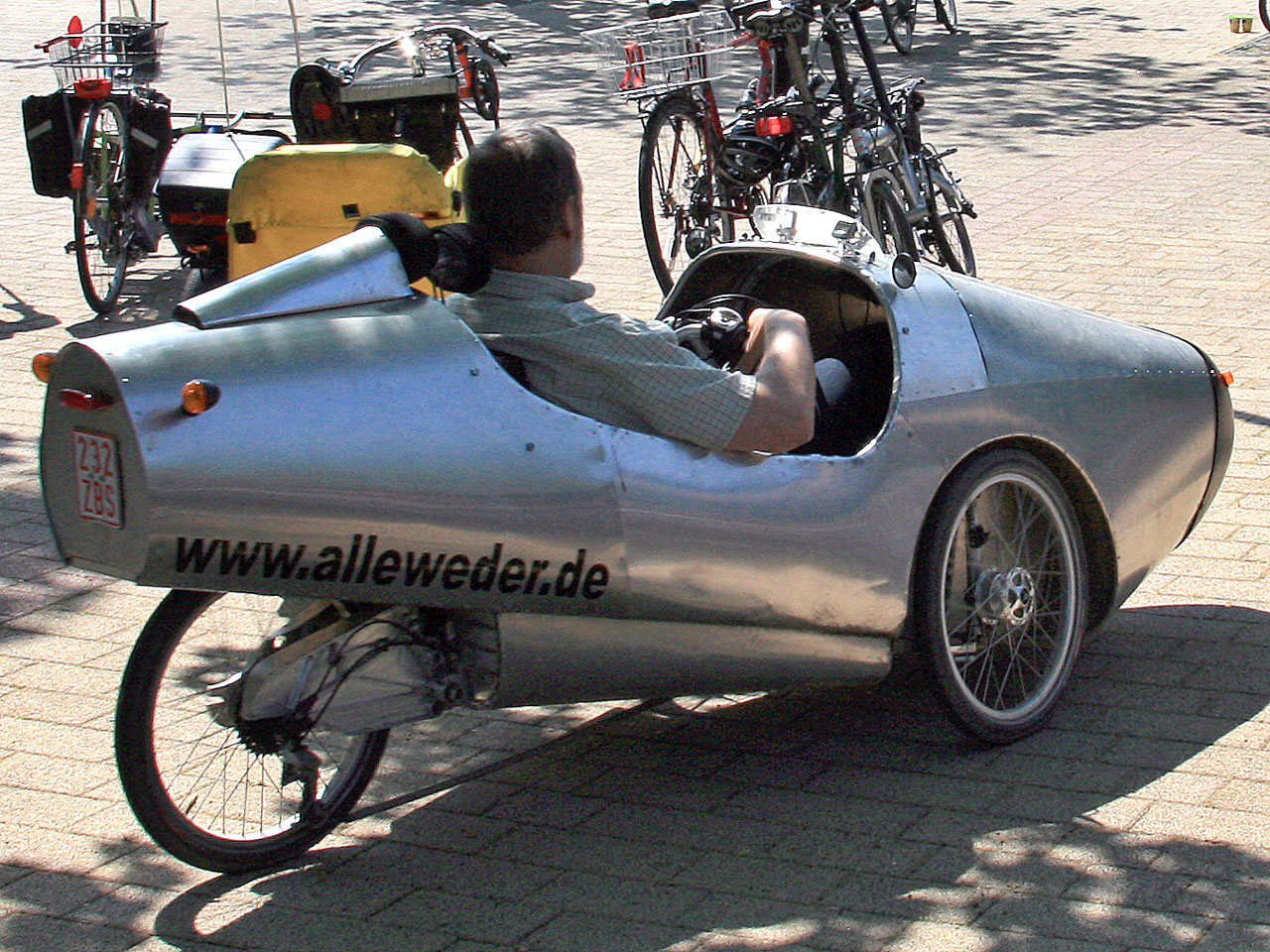
Alleweder
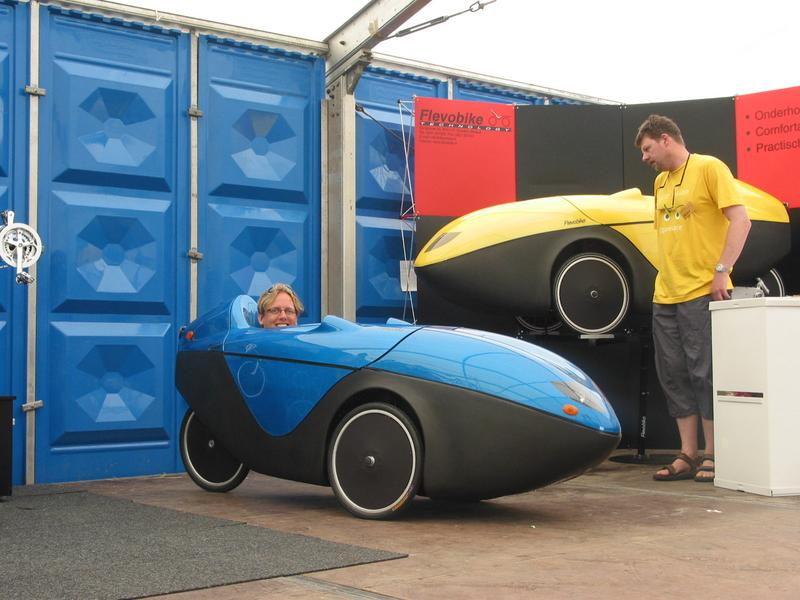
Versatile
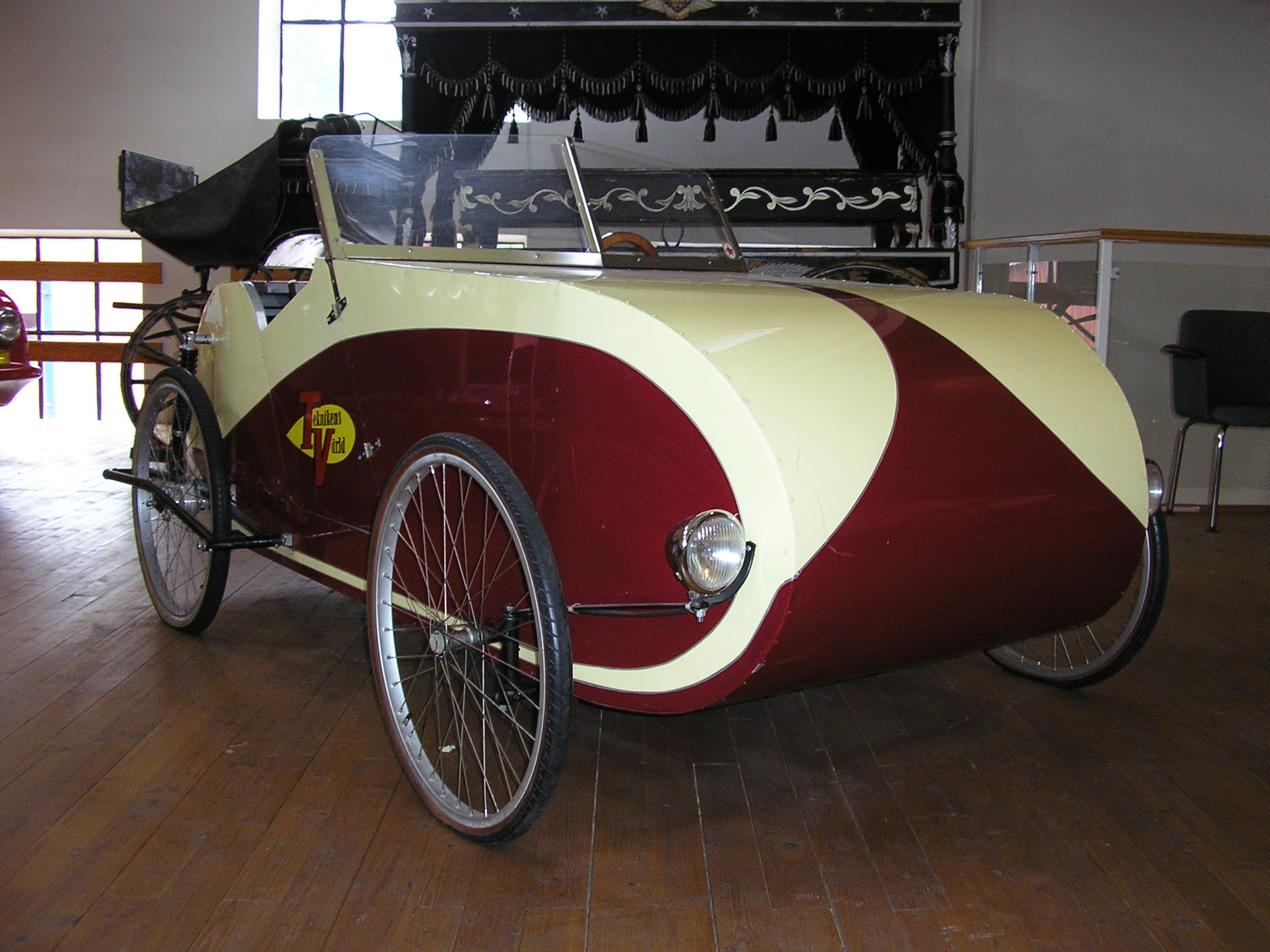
Egy nyitott felső kétüléses, Fantom
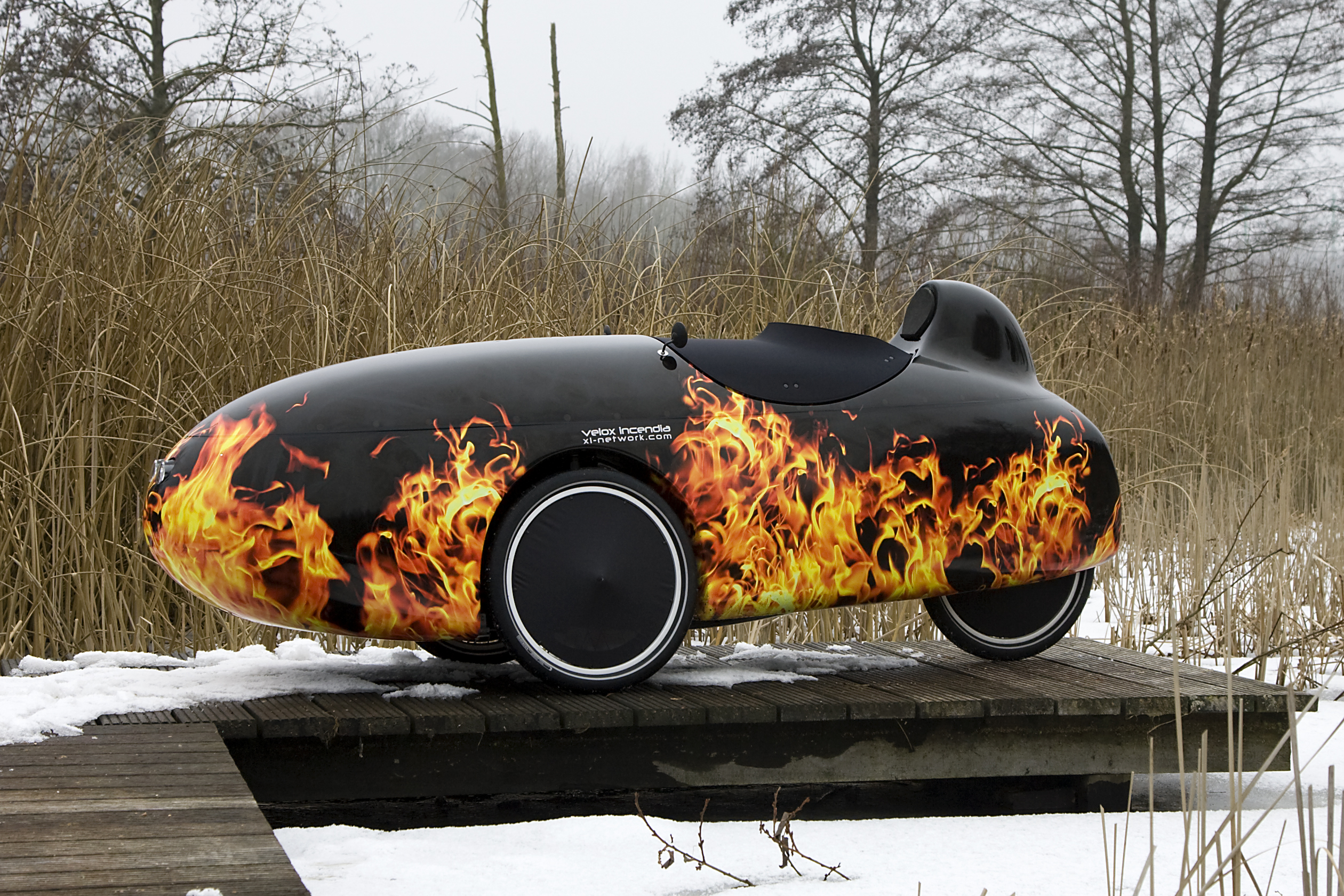
Sinner Mango + egy egyedi lángmatricával, Velox Incendia néven
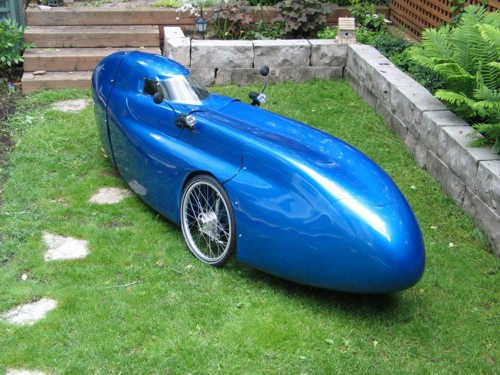
WAW (van der Welle Alleweder)
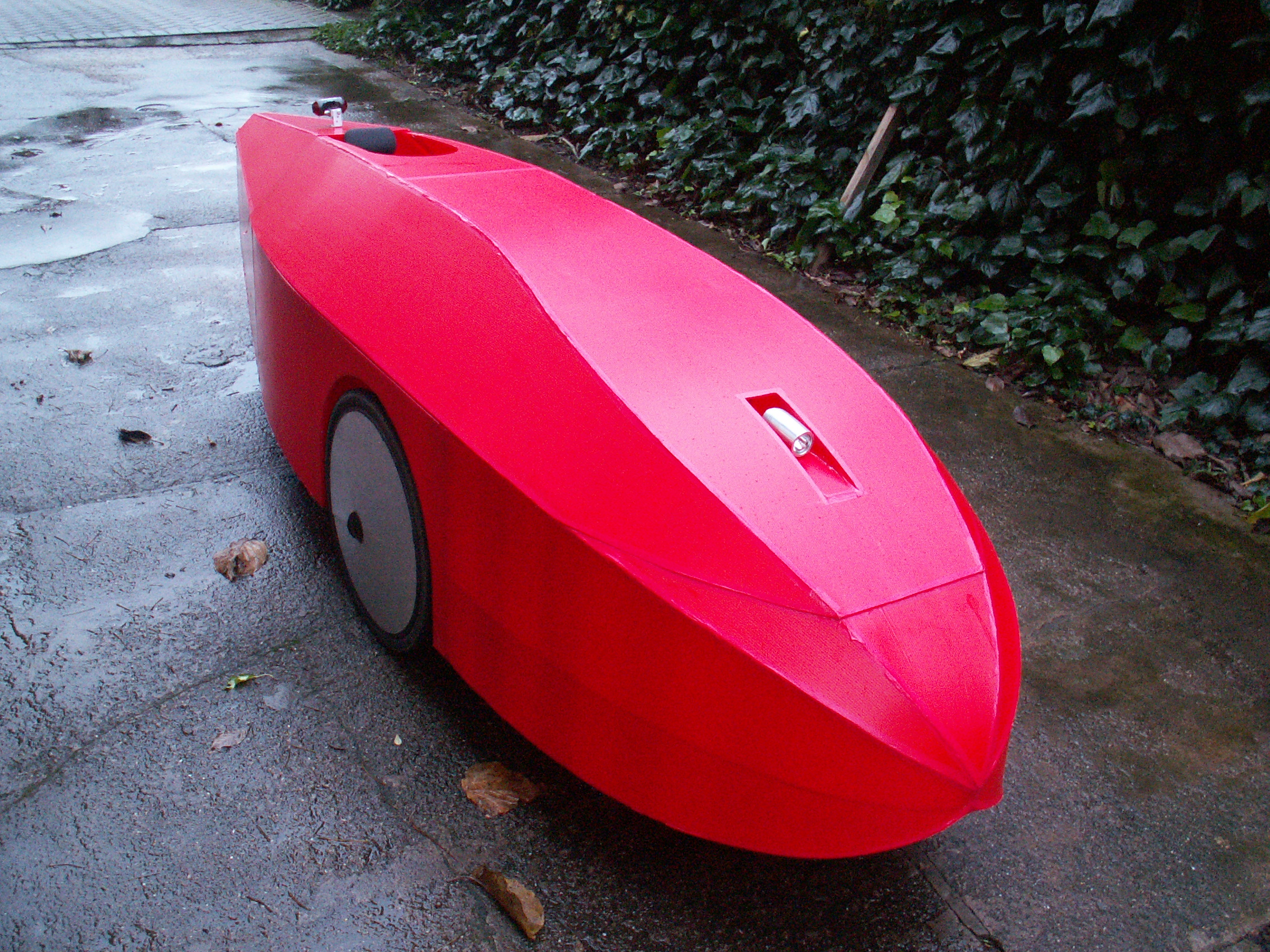
Újrahasznosított műanyagból készült, saját gyártású autó
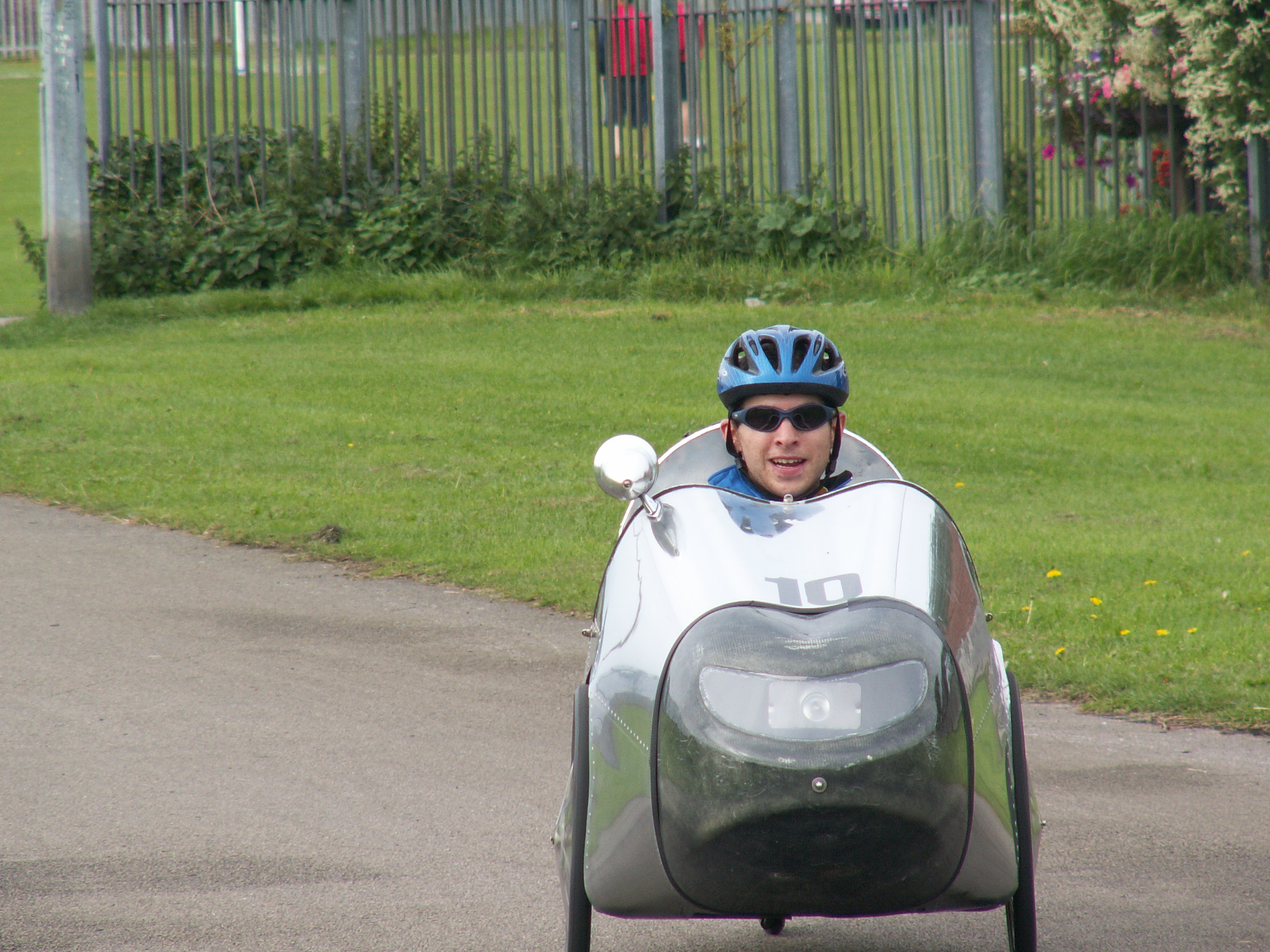
Alleweder velomobil
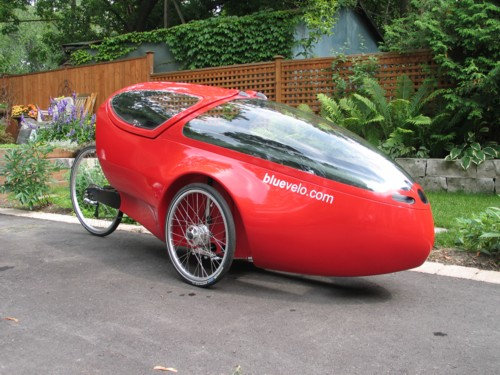
A Go-one3 egy német autó, amely elektromos segítséggel is kapható
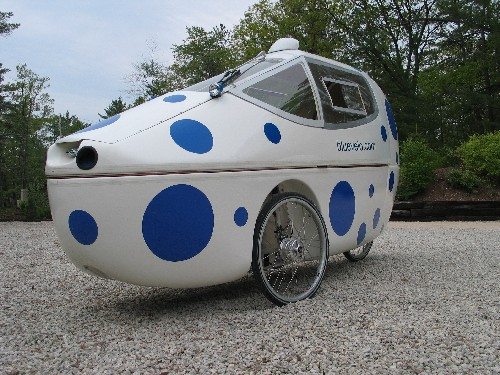
Cab-Bike
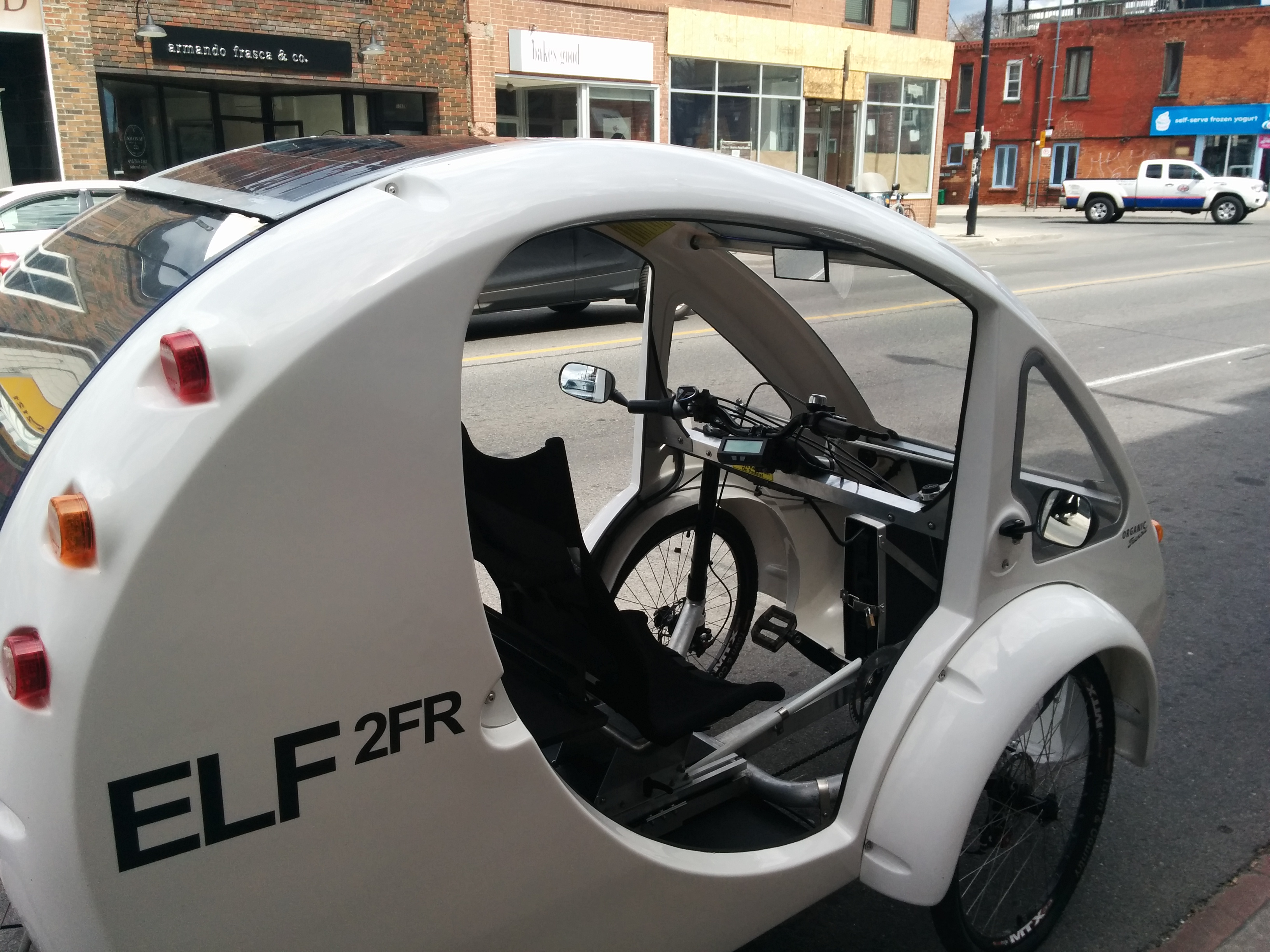
Elf

## Fordítás
Ez a szócikk részben vagy egészben  a   Velomobiel című holland Wikipédia-szócikk ezen változatának fordításán alapul.  Az eredeti cikk szerkesztőit annak laptörténete sorolja fel. Ez a jelzés csupán a megfogalmazás eredetét és a szerzői jogokat jelzi, nem szolgál a cikkben szereplő információk forrásmegjelöléseként.